# Paul Gonsalves
Paul Gonsalves (12 de julio de 1920 - 15 de mayo de 1974) fue un saxofonista (tenor) estadounidense de jazz.
Su legendario solo de 27 "vueltas" en "Diminuendo and Crescendo in Blue", grabado en directo en Ellington at Newport durante el Newport Jazz Festival de 1956 ha sido considerado el motivo del "redescubrimiento" de Duke Ellington tras varios años de declive del swing, y propio Ellington diría más tarde: «Yo nací en 1956, en el Festival de Newport».

## Biografía
Su primer trabajo profesional fue durante la Segunda Guerra Mundial en la orquesta de Sabby Lewis seguido por tres años con la banda de Count Basie. Tras unos meses con Dizzy Gillespie en 1949, Gonsalves se unió a la orquesta de Ellington en 1950, pasando los siguientes 24 años de su vida en ella.

## Discografía

### Comoleader
- Cookin' (1957, Argo)
- Diminuendo, Crescendo and Blues (1958, RCA Victor)
- Ellingtonia Moods and Blues (1960, RCA Victor)
- Gettin' Together! (1961, Jazzland Records) - con el Wynton Kelly Trio y Nat Adderley
- Tenor Stuff (1961, Columbia Lansdowne Jazz) - con Harold Ashby
- Tell It the Way It Is! (1963, Impulse)
- Cleopatra - Feelin' Jazzy (1963, Impulse)
- Salt and Pepper (1963, Impulse) - con Sonny Stitt
- Rare Paul Gonsalves Sextet in Europe (1963, Jazz Connoisseur)
- Boom-Jackie-Boom-Chick (1964, Vocalion)
- Just Friends (1965, Columbia EMI) - con Tubby Hayes
- Change of Setting (1965, World Record Club) - con Tubby Hayes
- Jazz Till Midnight (1967, Storyville)
- Love Calls (1967, RCA) - con Eddie "Lockjaw" Davis
- Encuentro (1968, Fresh Sound)
- With the Swingers and the Four Bones (1969, Riviera)
- Humming Bird (1970, Deram)
- Just A-Sittin' and A-Rockin' (1970, Black Lion) - con Ray Nance
- Paul Gonsalves and his All Stars (1970, Riviera)
- Paul Gonsalves Meets Earl Hines (1970, Black Lion) - con Earl Hines
- Mexican Bandit Meets Pittsburgh Pirate (1973, Fantasy)
- Paul Gonsalves Paul Quinichette (1974) - con Paul Quinichette